# Pelmatosphaera polycirri
Famille
Genre
Espèce
Synonymes
- Heteronectidae Hartmann, 1925

Pelmatosphaera polycirri est une espèce d'animal parasite, la seule du genre Pelmatosphaera et de la famille des Pelmatosphaeridae. Elle est traditionnellement considérée comme faisant partie des orthonectides.

## Position systématique
Les Pelmatosphaeridae ont été créées dans les orthonectides. Cette appartenance n'est basée sur aucune étude moderne et est remise en cause par Kozloff  cependant aucune autre position n'a été proposée.

## Description
Cette espèce a été découverte dans le polychète Polycirrus haematodes puis a été observée dans des némertes.

## Publication originale
- Caullery & Mesnil, 1904 : Sur un organisme nouveau (Pelmatosphaera polycirri, n. g., n. sp.), parasite d'une Annélide (Polycirrus haematodes Clap.) et voisin des Orthonectides. Comptes Rendus Hebdomadaires des Séances de l'Académie des Sciences, vol. 138, n. 4, p. 217-219.
- Stunkard, 1937 : The physiology, life cycles and phylogeny of the parasitic flatworms. American Museum novitates, n. 908, p. 1-27.
- Hartmann, 1925 : Mesozoa. Handbuch der Zoologie, vol. I, p. 996-1014.